# Silviane Léger
Silviane Léger, née le 22 mai 1935 à Lille (Nord) et morte le 9 février 2012 à Tourcoing,,,, est une sculptrice française.

## Biographie

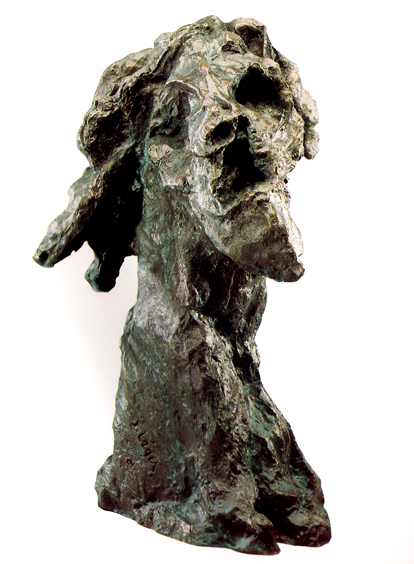
Ecce Homo, sculpture de Silviane Léger, 1996

Fille d'ouvriers, Silviane Léger travaille dès l'âge de 14 ans en usine puis pratique par la suite divers métiers, la publicité puis le journalisme. La proposition qui lui est faite d'écrire un livre sur les créateurs de Flandre et d'Artois lui permet de rencontrer plusieurs artistes qui lui donnent le goût d'effectuer des études artistiques : une année à l'école des Beaux-Arts de Roubaix à l'École nationale supérieure des arts et industries textiles (ENSAIT) puis quatre années à celle des Beaux-Arts de Lille. Elle va se diriger vers la sculpture monumentale, principalement d'extérieur. 
Sa première exposition à Lille, en 1978, est pour Amnesty International. Les expositions suivent : à Paris, en 1981, au Musée du Luxembourg à l'occasion du centième salon de l'Union des femmes peintres, sculpteurs, graveurs et décorateurs, puis dans différents pays d'Europe (Pays-Bas, Allemagne, Belgique, Italie) et aux États-Unis (New York, Washington et Orlando). 
À partir de 1981, elle réalise plusieurs sculptures monumentales pour les villes de Faches Thumesnil et Villeneuve-d'Ascq,. En 1996, elle obtient le premier prix de la femme sculpteur européenne. En 2004 puis en 2010, elle est invitée à participer à Lille 2004, et Ruhr 2010, Capitales Européennes de la Culture.

## Principales sculptures

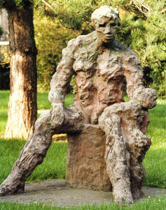
La Paternité assise, sculpture de Silviane Léger, Faches Thumesnil, 1987

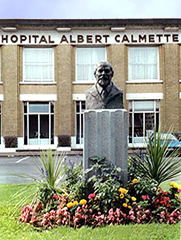
Buste d'Albert Calmette, sculpture de Silviane Léger, CHR de Lille, 1997

- L'Homme à l'Enfant (1981), square Simons, Faches Thumesnil[17]
- L'Éternité (1981), cimetière paysager, Loos
- Sainte Marguerite (1981), église Sainte-Marguerite d'Antioche, Faches Thumesnil[18]
- Trois femmes au repos (1982), station de métro Caulier, Lille
- La Paternité (1983), station de métro Pont de Bois, Villeneuve-d'Ascq[19],[20]
- Les Crieuses (1985), chemin des Crieurs, Villeneuve-d'Ascq[21]
- La Paternité assise (1987), école Pascal, Faches Thumesnil[22]
- La Piéta debout (1988), La Piscine, Musée d'Art et d'Industrie, Roubaix[23]
- La Femme en marche (1989), château de Stolberg, Allemagne
- La Conversation (1989), Carvin
- L'Exode (1992), La Piscine, Musée d'Art et d'Industrie, Roubaix[24]
- La Déchirure (1994), musée d'Art et d'Histoire de Draguignan
- Buste d'Albert Calmette (1997), hôpital Albert Calmette, Lille[25],[26]
- Buste de Marguerite Yourcenar (2003), médiathèque Marguerite Yourcenar, Faches Thumesnil[27]
- Buste d'Henri Matisse (2004), rue Fagard, Bohain-en-Vermandois
- Le Mémorial (2008), chemin de la ferme d'Ogimont, Baisieux (Nord)[28]
- Le Mineur (2011), Hôtel de ville, Auby[29],[30]

### Bibliographie

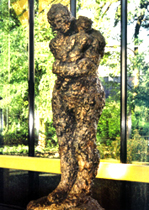
La Paternité, sculpture de Silviane Léger, Villeneuve d'Ascq, 1983